# びんびんバラエティ
びんびんバラエティは、1991年にソフィアが開発し、西陣が発売したバラエティ番組をモチーフとした羽根モノパチンコ機。

## 概要
- 大役物に演歌歌手、アイドル歌手、ロック歌手が（上方から見て）三角形に配置されており、これらのいずれかが正面を向くようになっている。ラウンドごとに次々と切り替わるという趣向。
- 大当たり中は入賞玉を貯蓄するタイプ。役物でそれぞれ貯蓄個数が異なり、終了しやすい「KIRYU」ステージ超えが継続のカギとなる。

## スペック
- 『びんびんバラエティP-2』
  - 賞球数 7&15 大当たり最高継続 15R10C
- 『びんびんバラエティP-3』
  - 賞球数 11 大当たり最高継続 15R10C

## 登場人物
- 西陣太郎 演歌歌手。通常時はこのステージになる。名前はメーカー名の西陣より。
- ソフィーア アイドル歌手。名前はソフィアより。
- KIRYU ロッカー。ピンチキャラ。名前は桐生市より。